# Budynek gospodarczy przy ul. Kościuszki 110 w Braniewie
Budynek przy ul. Kościuszki 110 – zabytkowy budynek zbudowany w 1901 roku, znajduje się w podwórzu przy ul. Kościuszki 110 (przed wojną Bahnhofstraße 44/46) w Braniewie.

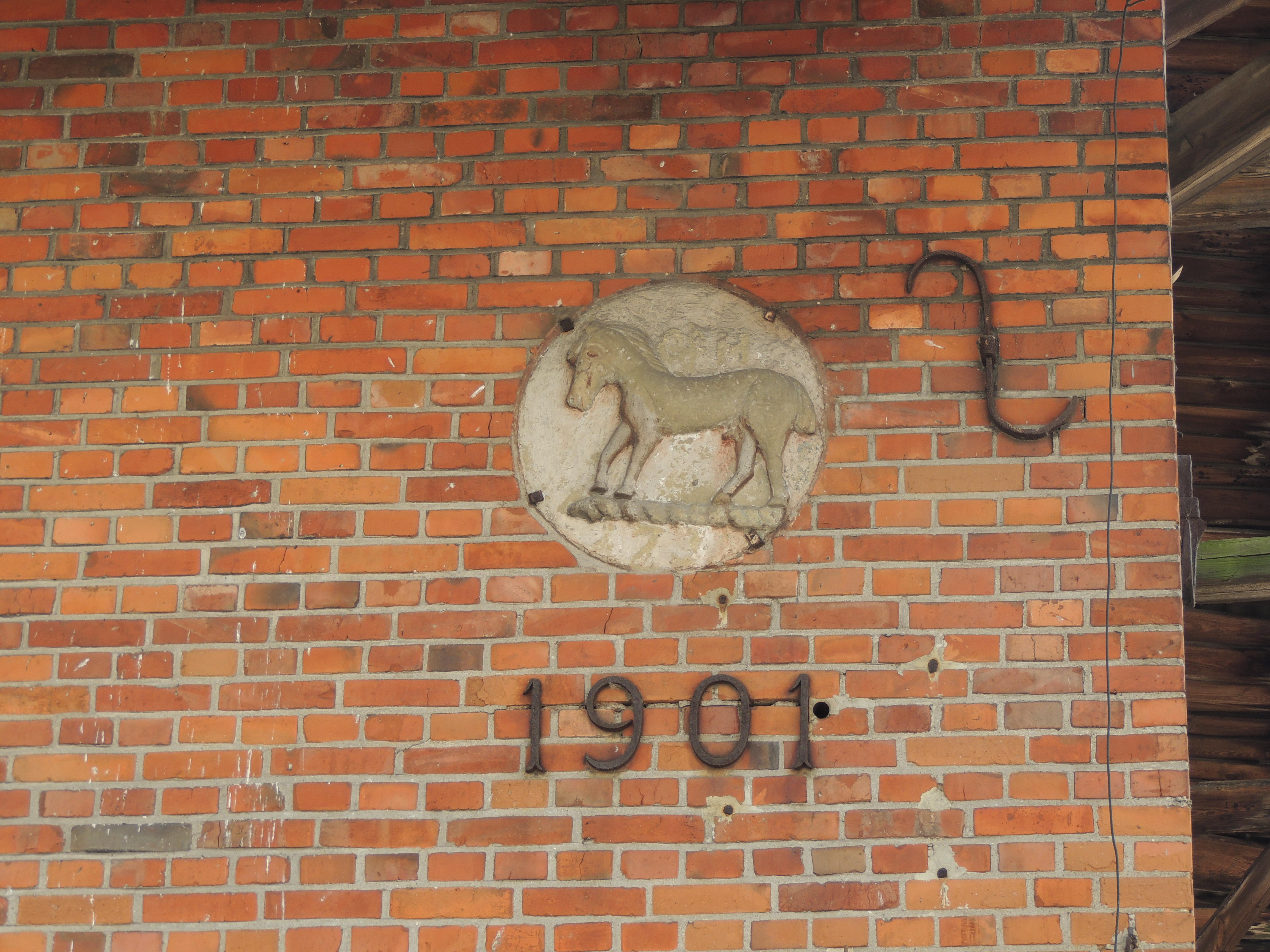
Herb rodu patrycjuszy braniewskich – Hanmannów

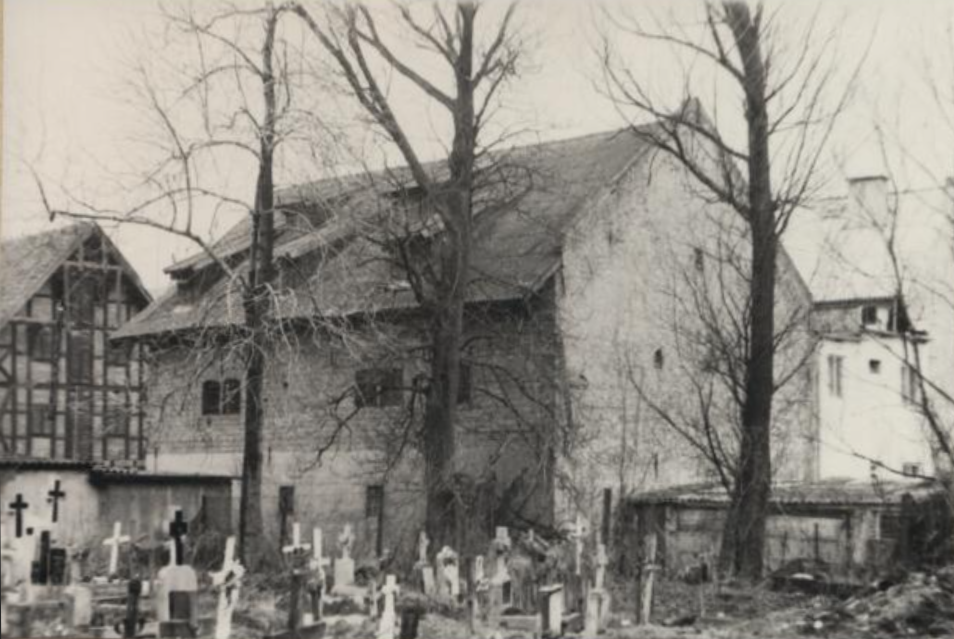
Widok od strony cmentarza

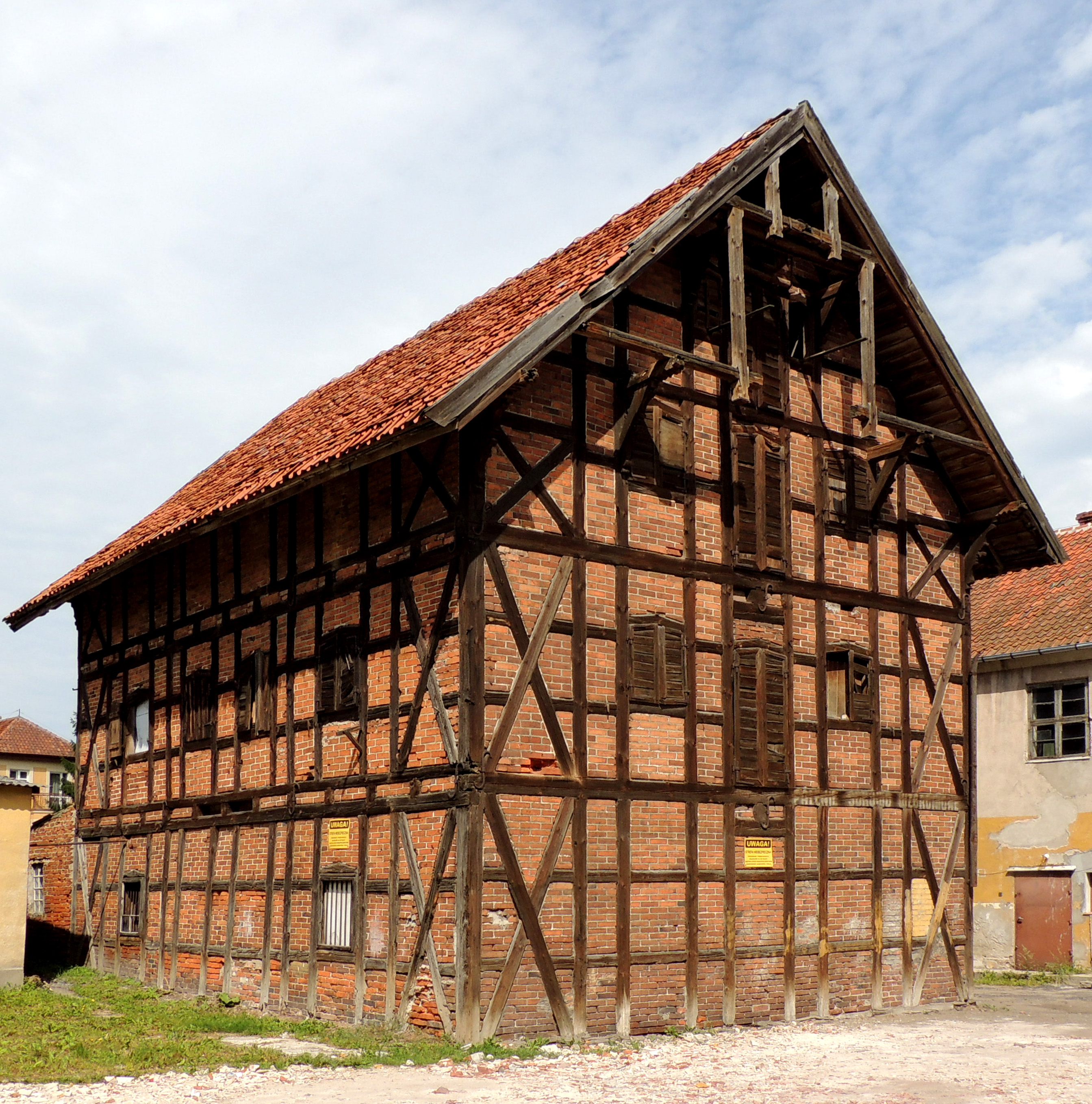
Drugi, znajdujący się obok, zabytkowy spichlerz

Wcześniej na jego miejscu znajdował się, wzniesiony około 1730 roku, spichlerz „Pod Rumakiem” z herbem znanego braniewskiego rodu Hanmannów. Herb przedstawiał rumaka i stąd powstała nazwa pierwszego spichlerza. Ów spichlerz wzniósł Clemens Hanmann (1706–1789). W 1730 roku miał on zaledwie 24 lata, lecz pochodził z bardzo majętnego braniewskiego rodu w XVIII wieku, w którego posiadaniu znajdowały się m.in. majątki Rudłowo i Różaniec na Zalewem Wiślanym. Clemens Hanmann z sukcesem pomnażał rodzinny majątek oraz zyskiwał kolejne zaszczyty. W 1748 król Polski August III Sas nadał mu tytuł patrycjuszowski, później Clemens Hanmann sprawował też liczne urzędy w radzie Starego Miasta, dochodząc do godności burmistrza Braniewa.
Pod koniec XIX w. ówczesny właściciel spichlerza, kupiec Schulz, kazał zburzyć zniszczony już budynek. Zachował z niego jedynie kamienny herb rodu Hanmannów i kazał go wmurować w nowo wznoszony na jego miejsce magazyn.
21 listopada 1994 budynek został wpisany do rejestru zabytków pod numerem rejestru 403/94, 26 marca 1999 został ponadto ujęty w rejestrze zabytków w ramach zespołu zabudowy mieszkalno-gospodarczej przy ul. Kościuszki pod numerem 1625/99.
Obok budynku znajduje się drugi zabytkowy spichlerz wzniesiony w konstrukcji ryglowej (szachulcowej).